# Сохранившие огонь
«Сохранившие огонь» — советский фильм Евгения Карелова, снятого в 1970 году.

## Сюжет
Фильм по мотивам рассказа Александра Бека «Письмо Ленина». Врагами советской власти был взорван мост, по которому доставлялась руда к единственной работающей домне по выплавке чугуна на металлургическом заводе в Донбассе. Кроме того, был тяжело ранен директор завода. На общем собрании завода временным директором выбирают плавщика Клявина, который больше всех беспокоится о том, чтобы домна работала и давала чугун.
Клявин предлагает доставлять руду к домне любыми подручными средствами, пока мост не будет восстановлен. Ему удаётся вдохновить людей на работу в первые два дня, но на третий день он обнаруживает, что доставку руды обеспечивают лишь сознательные комсомольцы. Клявин пытается взывать к совести остальных рабочих, но голодные люди не способны внимать пламенным призывам.
Клявин решает взять в долг на складе продовольствия хлеба для рабочих завода. Но начальник склада отказывает ему, объясняя, что если отдать рабочим хлеб сейчас, весь город может быть поставлен перед угрозой голода. Зная, что скоро придёт эшелон с продовольствием, Клявину все-таки удаётся достать хлеб для рабочих. Они восстанавливают мост и обеспечивают бесперебойную плавку. За самоуправство Клявина ГубЧК выдаёт приказ на его арест, но Фёдор, командир отряда комсомольцев завода, только предупреждает Клявина об аресте, но не выполняет приказ.
Вскоре выясняется, что ожидаемый эшелон с хлебом для города не придёт — не придёт ни сегодня, ни завтра, ни когда-либо. Клявин решает ехать в город, чтобы найти следы исчезнувшего эшелона и спасти город и завод. По дороге на станцию Клявина преследуют бандиты, но им не удаётся его остановить.
Клявин приезжает в город, находит начальника сортировочной станции и выясняет, что эшелон с продовольствием для Донбасса отправили в Полтаву. Клявин требует у начальника документы, которые бы подтверждали это распоряжение, но начальник отказывается. Подозревая саботаж, Клявин угрожает начальнику пистолетом, пытаясь выяснить судьбу эшелона, но начальник сбегает. Клявина арестовывают, но ему удаётся сбежать.
Клявин приезжает в Москву и встречается с наркомом продовольствия. Нарком, выслушав сбивчивый рассказ Клявина, предлагает ему поехать на общее собрание правительства, где будет выступать Ленин, которого очень беспокоит ситуация в Донбассе.
Когда Клявин возвращается домой, он узнаёт, что рабочие, оставшись без хлеба, остановили домну, а враждебные элементы начали агитацию против советской власти. Клявин произносит речь перед рабочими, рассказывает им о том, что ему удалось встретиться с самим Лениным и у него есть от него письмо. Рабочие, вдохновлённые рассказом Клявина, решают восстановить работу завода.

## В ролях
- Евгений Матвеев — Клявин
- Любовь Соколова — Мария, жена Клявина
- Олег Янковский — Семён
- Тамара Сёмина — Феня, жена Семёна
- Виталий Базин — Фёдор, комсомолец
- Иван Лапиков — Данила Макарович
- Анатолий Папанов — Крутов
- Владимир Пицек — начпрод
- Николай Парфенов — начальник станции
- Армен Джигарханян — нарком
- Борис Юрченко — красноармеец на станции
- Костя Ефремов — Гришутка, сын Клявина
- Руслан Ахметов — водитель Клявина
- Николай Сморчков — саботажник

## Съёмочная группа
- Режиссёр: Евгений Карелов
- Сценарист: Дмитрий Василиу
- Оператор: Эмиль Гулидов
- Композитор: Евгений Птичкин
- Художник: Валерий Филиппов
- Художник по костюму: Валентин Перелётов